# ذكاء روحاني

نسبة الذكاء

الذكاء الروحاني أو الذكاء الروحي (بالإنجليزية: Spiritual intelligence)‏ هو مصطلح يستخدمه بعض الفلاسفة وعلماء النفس وأصحاب النظريات التنموية للإشارة إلى أوجه التشابه الروحي بين (نسبة الذكاء) و (نسبة العاطفة).
ولقد صاغت دانا زوهار مصطلح «الذكاء الروحاني» وأدخلت الفكرة في عام 1997 في كتابها (إعادة تأسيس الدماغ المشترك).
وفي عام 1997، قدم كين أودونيل، وهو مؤلف ومستشار أسترالي يعيش في البرازيل، مصطلح «الذكاء الروحاني» في كتابه إندوكواليتي - الأبعاد العاطفية والروحية للإنسان في المنظمات.
اختار هوارد غاردنر، المنشئ لنظرية الذكاءات المتعددة، عدم تضمين الذكاء الروحي بين «ذكرياته» بسبب تحدي تدوين المعايير العلمية القابلة للقياس (بمعنى آخر؛ إنه لم يضمنه بسبب عدم القدرة على قياس ماهية الذكاء الروحي وذلك يجعله من العلوم الزائفة). بدلا من ذلك، اقترح غاردنر «الذكاء الوجودي» باعتباره قابلا للتطبيق. ومع ذلك، يواصل الباحثون المعاصرون استكشاف قابلية الذكاء الروحي (غالبا ما يختصر «ق.ذ») وخلق أدوات لقياسه وتطويره. وحتى الآن، يميل قياس الذكاء الروحي إلى الاعتماد على أدوات التقييم الذاتي، التي يدعي البعض أنها يمكن أن تكون عرضة للإبلاغ الكاذب.
 تستخدم الاختلافات في الذكاء الروحي أحيانا في إشراك الإعدادات، كوسيلة لتحفيز الموظفين. وتوفير إطار غير ديني ومتنوع الحساسية لمعالجة قضايا القيم في مكان العمل. وفقا لـستيفن كوفي، «الذكاء الروحي هو الأهم والأكثر مركزية من بين كل الذكاءات، لأنه يصبح مصدر للتوجيه بالنسبة للآخرين».

## تعريفات
مفاهيم الذكاء الروحي تعتمد على مفهوم الروحانية بأنها متميزة عن التدين - الذكاء الوجودي.
 عرفت دانا زوهار 12 مبدأ وراء الذكاء الروحي:
- الوعي الذاتي: معرفة ما أؤمن به وقيمته، وما يحفزني بشدة.
- العفوية: العيش في مكان وكون الإنسان مستجيب للحظة.
- أن تكون ذو رؤية وقيمة: العمل من المبادئ والمعتقدات العميقة، والعيش وفقا لذلك.
- الشمولية: رؤية أنماط أكبر، وعلاقات، واتصالات؛ وامتلاك شعور بالانتماء.
- الإحساس: وجود نوعية «الشعور بلآخرين» والتعاطف العميق.
- الاحتفال بالتنوع: تقدير الآخرين لخلافاتهم، وليس على الرغم منهم.
- الاستقلال الميداني: الوقوف ضد الحشد وامتلاك القناعة الخاصة.
- التواضع: وجود شعور بأن تكون لاعب في دراما أكبر، من مكان واحد محدد في العالم.
- الاتجاه إلى طرح أسئلة «لماذا؟» الأساسية: الحاجة إلى فهم الأشياء والوصول إلى الجزء الباطني منها.
- القدرة على إعادة التشكل: التحول مرة أخرى من حالة أو مشكلة ورؤية الصورة الأكبر أو السياق الأوسع.
- الاستغلال الإيجابي للمشكلة: النمو والتعلم من الأخطاء والنكسات والمعاناة.
- الشعور بالموهبة: الشعور يكون مبني على الخدمة، وإعطاء شيء مرة أخرى.

كما دعا كين أودونيل إلى دمج الذكاء الروحي مع كل الذكاء العقلاني والذكاء العاطفي. الذكاء العقلي يساعدنا على التفاعل مع الأرقام والصيغ والأشياء، الذكاء العاطفي يساعدنا على التفاعل مع الناس بينما الذكاء العقلي يساعدنا على الحفاظ على التوازن الداخلي. لحساب مستوى واحد من الذكاء العقلي قام هو باقتراح المعايير التالية:
- كم من الوقت والمال والطاقة والأفكار التي نحتاجها للحصول على النتيجة المرغوب فيها.
- كم من الاحترام الثنائي الذي يتكون في علاقاتنا.
- إلى أي مدى تكون نظافة اللعبة التي نلعبها مع الآخرين.
- كم من الكرامة التي نحافظ عليها في احترام كرامة الآخرين.
- كيف نحافظ على الهدوء على الرغم من عبء العمل.
- إلى أي مدى تكون آراءنا منطقية.
- ما مدى استقرارنا في الحالات المزعجة.
- ما مدى السهولة التي نرى بها مميزات الآخرين بدلا من العيوب.

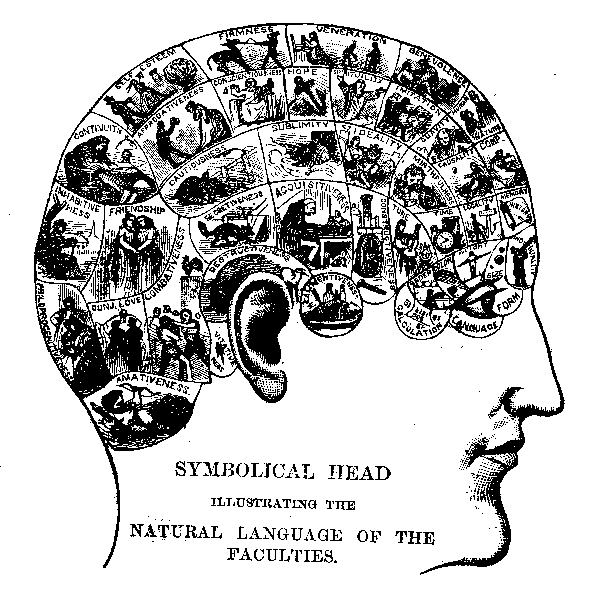
فراسة الدماغ أحد أنماط العلوم الزائفة.

ويصف روبرت إيمونز الذكاء الروحي بأنه «الاستخدام المتكيف للمعلومات الروحية لتسهيل حل المشاكل اليومية وتحقيق الأهداف». وقد اقترح في الأساس خمسة مكونات للذكاء الروحي:
1. القدرة على تجاوز الجسد والمادة.
2. القدرة على تجربة الحالات المتصاعدة من الوعي.
3. القدرة على تقديس التجربة اليومية.
4. القدرة على استخدام الموارد الروحية لحل المشاكل.
5. القدرة على أن تكون شريفا.

وتمت إزالة القدرة الخامسة في وقت لاحق بسبب تركيزها على السلوك البشري بدلا من القدرة، وبالتالي لا تفي بالمعايير العلمية المنشأة سابقا للذكاء.
فرانسيس فوغان يقدم الوصف التالي: «الذكاء الروحي يهتم بالحياة الداخلية للعقل والروح وعلاقته بكونه في العالم».
تصف سيندي ويغليزورث الذكاء الروحي بأنه «القدرة على التصرف بحكمة وإحساس، مع الحفاظ على السلام الداخلي والخارجي، بغض النظر عن الظروف». وهي تفكك الكفاءات التي تتكون من الذكاء العقلي إلى 21 مهارة، مرتبة في أربع نماذج مربعة على غرار نموذج دانيال غولمان على نطاق واسع من الذكاء العاطفي أو الذكاء العقلي. وتعرف الأرباع الأربعة للذكاء الروحي على النحو التالي:
1. ترفع النفس / غرور الوعي الذاتي.
2. الوعي الكوني (الوجودي).
3. ترفع النفس / السيطرة على الغرور الذاتي.
4. الوجود الروحي / السيطرة الاجتماعية.

أجرى ديفيد ب. كينغ أبحاثا حول الذكاء الروحي في جامعة ترينت في بيتربرة، أونتاريو، كندا. ويعرف كينغ الذكاء الروحي بأنه مجموعة من القدرات العقلية التكيفية القائمة على جوانب غير مادية ومتسامية للواقع، وتحديدا تلك التي: "...تساهم في الوعي والتكامل، والتطبيق التكيفي للجوانب غير المادية والمتعدية من وجود المرء، مما يؤدي إلى نتائج مثل التفكير الوجودي العميق، وتعزيز المعنى، والاعتراف بالنفس المتسوق، والتمكن من الحالات الروحية".
ويقترح كينغ أيضا أربع طاقات أساسية أو قدرات للذكاء الروحي:
1. التفكير الوجودي الحرج: القدرة على التفكير بشكل حاسم في طبيعة الوجود والواقع والكون والفضاء والوقت وغير ذلك من القضايا الوجودية/الميتافيزيقية؛ وكذلك القدرة على التفكير في المسائل غير الوجودية فيما يتعلق بوجود الفرد (أي من منظور الوجود).
2. إنتاج المعنى الشخصي: القدرة على استخلاص المعنى الشخصي والغرض من جميع التجارب البدنية والعقلية، بما في ذلك القدرة على خلق وإتقان غرض الحياة.
3. الوعي الأقصى: القدرة على تحديد أبعاد/أنماط متعامدة من الذات (أي النفس المتغيرة أو النفس المتعالية)، وغيرها، والعالم المادي (على سبيل المثال، غير المادية) خلال حالات طبيعية من الوعي، يرافقه القدرة على التعرف على العلاقة مع الذات والمادية.
4. توسع حالة الوعي: القدرة على الدخول والخروج من حالات الوعي القصوى (على سبيل المثال الوعي الخالص والوعي الكوني والاتحاد والوحدة) وغيرها من حالات نشوة في تقدير الفرد (كما في التأمل العميق، والتفكر، والصلاة، وما إلى ذلك).[16]

فينيث ف. كومار ومانجو مهتا قد بحثا أيضا هذا المفهوم، على نطاق واسع. وبتنفيذ هذا البناء، قاموا بتعريف الذكاء الروحي بأنه "قدرة الفرد على امتلاك غرض ذي صلة اجتماعيا في الحياة من خلال فهم (الذات) ووجود درجة عالية من الضمير والإحساس والالتزام بالقيم الإنسانية".

## القياس
يعتمد قياس الذكاء الروحي على الإبلاغ الذاتي. قام ديفيد كينج وتيريزا ديسيكو بتطوير مقياس الإبلاغ الذاتي، جرد الإبلاغ الذاتي للذكاء الروحي (سيسري-24) مع الدعم النفسي والإحصائي عبر نموذجين جامعيين كبيرين. وضعت سيندي ويغليزوورث SQ21، وهو جرد التقييم الذاتي الذي اختبر إيجابيا لصحة المعيار وبناء صحة في عينات ذات دلالة إحصائية. وقد استخدم نموذج الذكاء العقلي ويغليزورث وأداة التقييم بنجاح في إشراك الإعدادات.
مقياس الذكاء الروحي (إس إس آي؛ كومار ومهتا، عام2011) هو مقياس تقرير ذاتي مكون من 20 عنصرا من الذكاء الروحي لدى المراهقين. وكانت الفكرة الكامنة وراء تطوير هذا المقياس هي توليد وتقييم مفهوم الذكاء الروحي في الثقافة الجماعية التي تقيدها الفلسفة الشرقية. يتم تصنيف (إس إس آي) على مقياس ليكرت ويمكن أن يكتمل في 10 دقائق.

## الانتقادات
يعتبر الذكاء الروحي شيء يتعلق بالروح وهو أمر غيبي لا يمكن قياسه ويتعرض لكثير من الانتقاد، وكما يقال أن الذكاء الروحي لا يمكن الاعتراف به كشكل من أشكال الذكاء. اختار هوارد غاردنر، المنشئ لنظرية الذكاء المتعددة، عدم تضمين الذكاء الروحي بين ذكرياته بسبب تحدي تدوين المعايير العلمية القابلة للقياس. في وقت لاحق، اقترح غاردنر "الذكاء الوجودي" على أنه قابل للتطبيق، لكنه قال أنه من الأفضل "وضع جانبا مصطلح الروحية، مع دلالاتها الواضحة والمثيرة للمشاكل، والتحدث بدلا من الذكاء الذي يستكشف طبيعة الوجود في أشكاله المتعددة وبالتالي، فإن الاهتمام الصريح بالمسائل الروحية أو الدينية سيكون مجموعة متنوعة - غالبا ما تكون أهم تنوعا - من الذكاء الوجودي.